# Nigel Clough
Nigel Howard Clough (Sunderland, 1966. március 12. –) angol válogatott labdarúgó, csatár és edző.

## Pályafutása

### Klubcsapatban
1984 és 1993 között a Nottingham Forest csapatában játszott. 1993 és 1996 között a Liverpool játékosa volt. 1996 és 1998 között a Manchester Cityben szerepelt, bár az 1996–97-es idényt a Nottingham Forestnél töltötte kölcsönben, 1997 második felében pedig a Sheffield Wednesday-ben játszott szintén kölcsönben. 1998-tól 2008-ig a Burton Albionban futballozott játékosedzőként.

### A válogatottban
1989 és 1993 között 14 alkalommal szerepelt az angol válogatottban. Tagja volt az 1992-es Európa-bajnokságon szereplő válogatott keretének.

### Edzőként
1998 és 2009 között a Burton Albion játékosedzője volt. 2009-ben kinevezték a Derby County vezetőedzői posztjára, melyet 2013-ig töltött be. 2013 és 2015 között a Sheffield United kispadján ült. 2015 és 2020 között ismét a Burton Albionnál dolgozott. 2020 óta a Mansfield Town szakmai munkájáért felel.

## Sikerei, díjai
Nottingham Forest
- Angol ligakupagyőztes (2): 1988–89, 1989–90

Liverpool FC
- Angol ligakupagyőztes (1): 1994–95

Burton Albion
- Northern Premier League (1): 2001–02
- National League (1): 2008–09